# Tolerancia cero

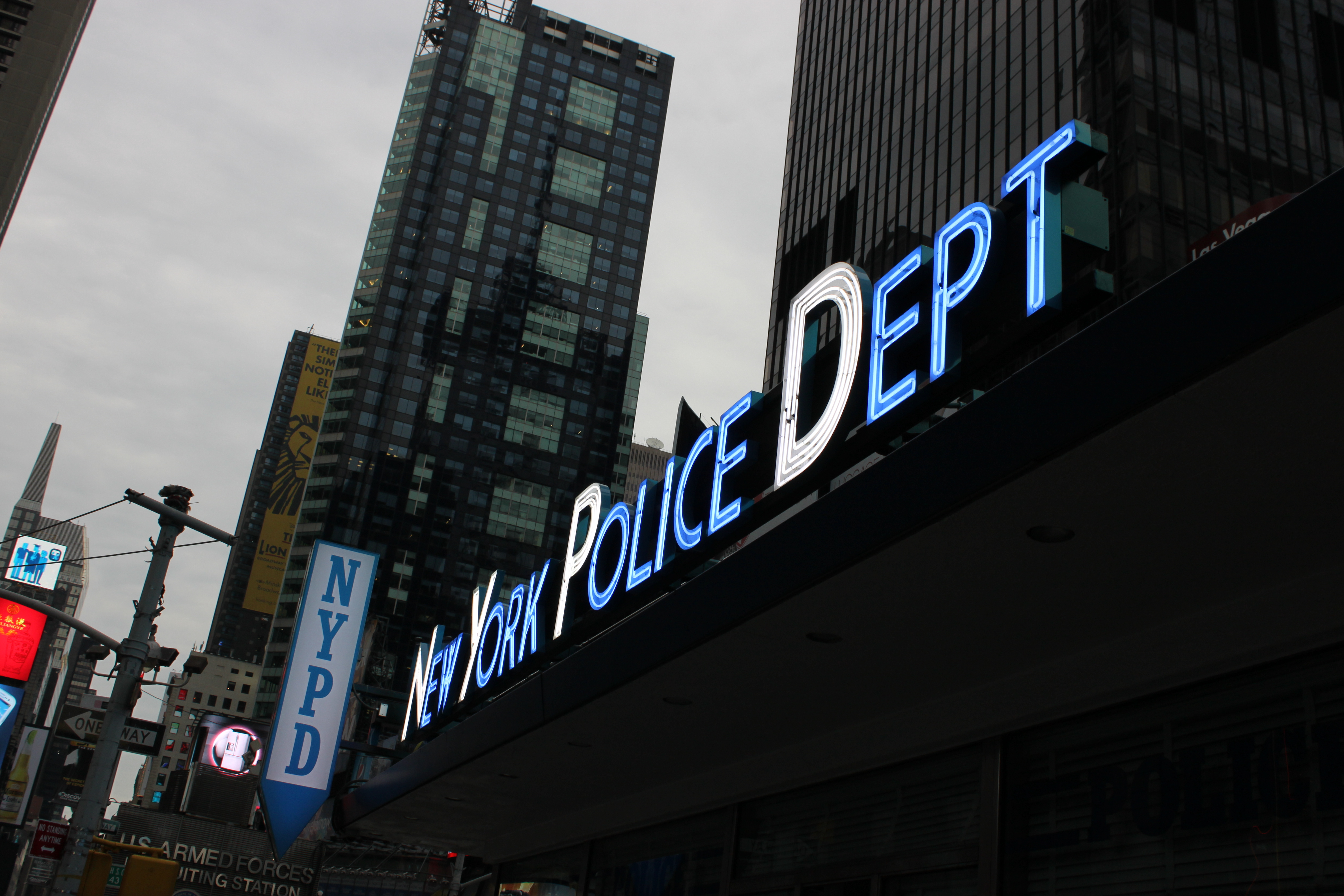
Policía de Nueva York en Times Square

Una política de tolerancia cero es aquella que impone un pena por cada infracción de una norma establecida. Las políticas de tolerancia cero prohíben a las personas en posiciones de autoridad ejercer la discreción o cambiar los castigos para adaptarlos a las circunstancias de forma subjetiva; están obligados a imponer un castigo predeterminado independientemente de la culpabilidad individual, las circunstancias atenuantes o el historial. Este castigo predeterminado, ya sea leve o severo, se aplica siempre.
Las políticas de tolerancia cero se estudian en criminología y son comunes en los sistemas policiales formales e informales de todo el mundo. Las políticas también aparecen en situaciones informales en las que puede haber acoso sexual o uso indebido de Internet en entornos educativos y laborales. En 2014, el encarcelamiento masivo en Estados Unidos basado en delitos menores ha dado lugar a una protesta sobre el uso de la tolerancia cero en las escuelas y comunidades.
Hay pocas pruebas que respalden la supuesta eficacia de las políticas de tolerancia cero. Un problema subyacente es que hay muchas razones por las que las personas dudan en intervenir o en denunciar un comportamiento que consideran inaceptable o ilegal. Las políticas de tolerancia cero abordan, en el mejor de los casos, sólo algunas de estas razones.

## Principios
Los criminologos James Wilson y George Kelling, publicaron en marzo de 1982 en The Atlantic Monthly un artículo que define cuales son los principios de la teoría de las ventanas rotas, utilizando el término "tolerancia cero" para definir la solución propuesta, dicho término fue reciclado de la "Safe and Clean Neighborhoods Act" de Nueva Jersey de 1973.
El título del artículo viene del siguiente ejemplo:

"Consideren un edificio con unas pocas ventanas rotas. Si las ventanas no se reparan, los vándalos tenderán a romper unas cuantas ventanas más. Finalmente, quizás hasta irrumpan en el edificio, y si está abandonado, es posible que sea ocupado por ellos o que enciendan fuegos dentro.
James Wilson y Georges Kelling, Broken Windows

O consideren una acera. Se acumula algo de basura. Pronto, más basura se va acumulando. Finalmente, la gente comienza a dejar bolsas de basura de restaurantes de comida para llevar."
James Wilson y Georges Kelling, Broken Windows

La teoría, en el artículo, se ilustra a través de la analogía con un edificio con las ventanas rotas. Si un cristal de un edificio que se rompe no es inmediatamente reemplazado, algunos podrían deducir que el edificio está abandonado o en ruinas e irremediablemente, todo el resto de cristales serán rotos porque los delincuentes no le darán ninguna importancia.
Este ejemplo se hace extensivo a la seguridad ciudadana, basándose en dos postulados:
1. Si el responsable de una infracción no es condenado inmediatamente, se le incita a reincidir.
2. Si los responsables de infracciones no son condenados cada vez con toda la severidad a la que nos autoriza la ley, de forma progresiva pasarán de los pequeños delitos al crimen.

Aceptando esto, la única forma de impedir la escalada de infracciones es actuar inmediatamente a cada una de las infracciones que se presentan. Condenando inmediatamente a los responsables, se les persuade de toda acción contra la sociedad, ya que esta, necesariamente implica una reacción inmediata, por lo que la sensación de impunidad desaparece.
George Kelling fue contratado como consultor para el Departamento de Tránsito de la Ciudad de Nueva York en 1985, y David Gunn implementó medidas robustas para probar la teoría de las Ventanas Rotas. Kelling también ha sido contratado como consultor por la policía de Los Ángeles y por el Departamento de Policía de Boston.
En 1990, William J. Bratton fue nombrado jefe del Departamento de Tránsito de la Ciudad de Nueva York. Bratton describió a George L. Kelling como su "mentor intelectual", e implementó tolerancia cero a la evasión de multas, métodos de procesamiento de arrestos más sencillos e investigación de antecedentes en cualquier persona arrestada. El alcalde republicano Rudy Giuliani adoptó también esta medida, de manera más firme, en la ciudad de Nueva York, desde su elección en 1993, bajo los programas de "tolerancia cero" y "calidad de vida".
Así que, la política de "tolerancia cero" de Giuliani fue parte de conjunto más amplio de reformas, muchas de las cuales, ya estaban avanzando desde 1985. Giuliani hizo que la policía fuera más estricta con las evasiones de pasaje en el metro, detuvo a los que bebían y orinaban en la vía pública y a los "limpia parabrisas" que limpiaban los vidrios de los coches y exigían remuneración por el servicio. Las tasas de crímenes, menores y mayores, se redujeron significativamente, y continuaron disminuyendo durante los siguientes 10 años.
En Albuquerque (Nuevo México, Estados Unidos) se obtuvo un resultado similar a finales de 1990 con el programa de Calles Seguras. Operando bajo la premisa de que la gente del Oeste de Estados Unidos utiliza los caminos de la misma manera que la gente del este utiliza el metro, los desarrolladores del programa razonaron que la falta de leyes en los caminos tenía el mismo efecto que los problemas individuales de los metros en Nueva York. Este programa fue extensamente revisado por NHTSA y se publicó un estudio.

## Críticas

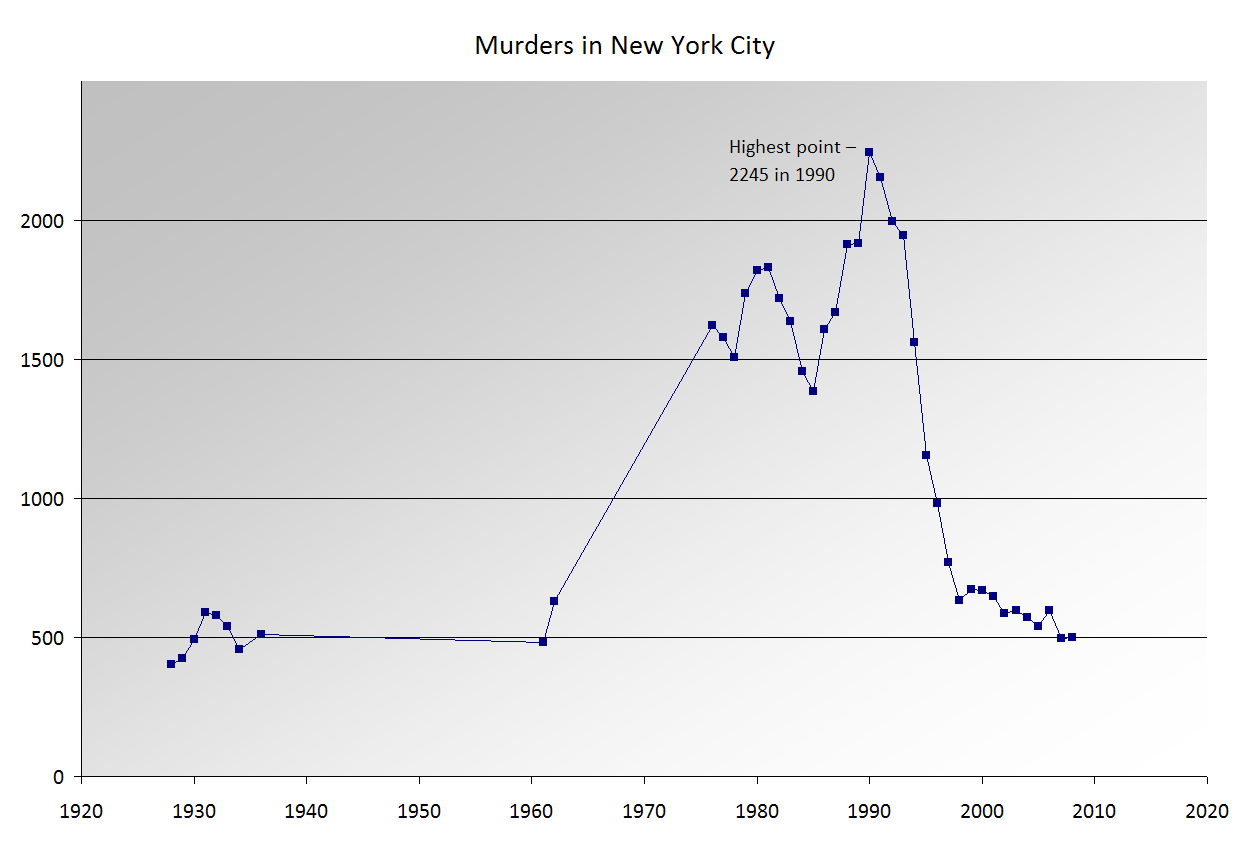
Estadísticas de homicidios en Nueva York entre la década de 1920 y 2009. La política de tolerancia cero se comenzó a aplicar en Nueva York en 1994 y el descenso de homicidios comienza en 1991 a un ritmo constante.

La política de tolerancia cero es objeto de encendidas críticas por algunos que consideran que no detiene en absoluto la violencia, que estaría mucho menos condicionada por la severidad de los castigos que por un contexto social, económico, o incluso psicológico, el carácter únicamente represivo de la tolerancia cero es una de las críticas formuladas contra esta doctrina, según esto, la tolerancia cero no ataca más que a las consecuencias (violencia, comportamientos ilícitos) y en ningún caso a las causas de las infracciones. Según este enfoque, es una política de securización que no tiene en cuenta el aspecto sociológico de la delincuencia y por lo tanto, es ineficaz a la hora de atajarla.
A esto, se suma que colectivos considerados por las autoridades como delincuentes se ven desplazados por motivo de la presión policial. Por ejemplo, las personas sin domicilio fijo, los toxicómanos y las prostitutas se ven desplazados a zonas periféricas de la ciudad para huir de la represión sistemática de la policía, la violencia y delincuencia que supuestamente estaría vinculadas a estos colectivos no desaparece, solo se ve desplazada, aunque una vez fuera del núcleo urbano dejen de tener reflejo estadístico, esto sin embargo no explicaría por qué la reducción de violencia comenzó en 1991 cuando fue tres años más tarde que fue puesta en práctica la doctrina.
Los delincuentes, al ser conscientes de que la condena es igual de severa para toda una categoría de delitos sea cual sea su gravedad, podrían verse incentivados a "ir a por todas" a sabiendas de que el riesgo para ellos es el mismo, cometiendo delitos más graves que si estuviese vigente una política penal progresiva.
El sistema penal no se encuentra en condiciones de "graduar" las condenas a cada intensidad de delito, por lo que no se cumple el principio de progresividad en los castigos. Además, se pierde capacidad para rehabilitar a los internos, ya que desde el momento que la política carcelaria aplica la tolerancia cero, instrumentos como los permisos carcelarios se pierden.
Otros efectos negativos relacionados con la tolerancia cero:
- Aumento de las quejas contra la policía, en el caso de Nueva York, las quejas aumentaron un 41 %, La causa fue la presión por parte de los mandos de cumplir con unas expectativas numéricas en términos de persecución del delito. Esta presión lleva a los policías a tener una actitud agresiva hacia aquellas personas que controlan. Dicha actitud agresiva puede generar una reacción hostil de las personas controladas, que a su vez tenga una réplica por parte de la policía. El caso inverso también es posible, la policía responde de forma desproporcionada a la mínima resistencia por parte de las personas controladas, cuando la mejor opción sería tratar de calmar al sujeto.
- Los miembros de las minorías étnicas y sociales, o grupos vulnerables, perciben a la policía como provocadores de problemas y tienen miedo de las fuerzas que les controlan. De modo que un miembro de estos grupos va a tener de forma general recelo a la hora de ser abordado por un policía.[13]

En resumen, según las críticas, con este enfoque se estaría redefiniendo la problemática social en términos de seguridad, cosa cuanto menos controvertida desde un punto de vista ético y práctico, pudiendo ser considerado más como una política de relaciones públicas y marketing político que una auténtica estrategia integral de lucha contra el crimen, ya que ignora sus causas, limitándose a un enfoque represivo del problema.